# Beaumont-en-Cambrésis

Beaumont-en-Cambrésis este o comună în departamentul Nord, Franța. În 1 ianuarie 2022 avea o populație de 457 de locuitori.